# Jesús María (kommunhuvudort i Mexiko, Aguascalientes, Jesús María)
Jesús María är en kommunhuvudort i Mexiko.   Den ligger i kommunen Jesús María och delstaten Aguascalientes, i den centrala delen av landet, 400 km nordväst om huvudstaden Mexico City. Jesús María ligger 1 873 meter över havet och antalet invånare är 43 012.
Terrängen runt Jesús María är platt åt sydost, men åt nordväst är den kuperad. Runt Jesús María är det tätbefolkat, med 459 invånare per kvadratkilometer. Närmaste större samhälle är Aguascalientes, 10,7 km sydost om Jesús María. Trakten runt Jesús María består till största delen av jordbruksmark.